# Trichophysetis whitei
Trichophysetis whitei là một loài bướm đêm trong họ Crambidae.